# Jakub Hošek
Jakub Hošek (* 24. listopadu 1979 Praha) je český malíř, DJ, kurátor, kulturní aktivista a organizátor koncertů mezinárodní současné nezávislé scény. Hošek je také považován za pokladatele základního kamene hipsterství v Česko – Slovensku.

## Životopis
V letech 1998-2004 studoval na Akademii výtvarných umění v Praze. V roce 2003 byl na stáži na londýnské Middlesex University. Na AVU absolvoval malířskou školu v ateliéru Vladimíra Skrepla a Jiřího Kovandy. V letech 2005 a 2007 byl nominován na cenu Jindřicha Chalupeckého, ani jednou se mu však nepodařilo cenu získat.
Se sestrou Anežkou už delší dobu působí jako iniciátoři hudebních a výtvarných aktivit na pražské a brněnské umělecké scéně. V roce 2002 dali dohromady projekt Indie Twins, v rámci kterého fungují jako kurátoři a DJs. S tímto působením souvisí také prostor A.M. 180, kombinující funkci obchodu s alternativní hudbou a příslušenstvím s galerií a filmovým klubem. V rámci A. M. 180 kolektivu se podílí na organizování koncertů výrazných jmen současné indie scény. Od roku 2009 dramaturgicky i organizačně stojí za festivalem Creepy Teepee.

## Dílo
Jeho starší malby a instalace (jako například Casino vystavené v galerii NoD v roce 2001) odrážely vliv divokého street artového chaosu ve stylu Jeana-Michela Basquiata. V současnosti kombinuje zdánlivě expresivní „kaligrafii“ s dokonale chladnou „designérskou“ technikou. Obrazy vytváří vykrýváním ploch pomocí komplikovaných šablon. Jeho obrazy mají výrazný grafický, ornamentální až kaligrafický charakter. Porota ceny Jindřicha Chalupeckého uvedla, že „Často pracuje s textem, v poslední době se zajímá i o promyšlenou prostorovou instalaci svých pláten.“

## Samostatné výstavy[5]
- 2015
  - Chaos je doposud neporozuměný řád, Fait Gallery, Brno
- 2009
  - Nechte mě vládnout, Galerie Jiří Švestka

- 2006
  - Je mladej, má čas, galerie ad astra, Kuřim
  - Jakub Hošek, Turner Contemporary, Margate, Velká Británie

- 2005
  - Jakub Hošek (+ Kim Nekarda a Johan Zetterquist), galerie Rüdiger Schöttle, Mnichov

- 2004
  - Indie twins (společně s Anežkou Hoškovou), galerie Eskort, Brno

- 2002
  - Likelikethethethedeath, open air galerie CO14, Praha

- 2000
  - Kabaret, skrinka BJ, Praha